# Публий Манилий Вописк Вициниллиан
Публий Манилий Вописк Вициниллиан Луций Элуфрий Север Юлий Квадрат Басс (лат. Publius Manilius Vopiscus Vicinillianus Lucius Elufrius Severus Iulius Quadratus Bassus) — римский политический деятель первой четверти II века.
Его отцом, возможно, был патриций, выходец из Бетики, Публий Манилий Вописк, а матерью — Вибия Вицинилла. Нам хороша известна карьера Публия благодаря надписи, найденной в итальянском городе Тиволи. В 100 году Вициниллиан находился на посту военного трибуна IV Скифского легиона. Затем он был легатом пропретором Сирии, монетным триумвиром и квестором (в качестве императорского кандидата) при императоре Траяне.
В 114 году Вициниллиан занимал должность ординарного консула с Квинтом Ниннием Хастой. Он входил в состав следующих жреческих коллегий: коллинских салиев, фламинов и понтификов. Также Вициниллиан был куратором святилища Геркулеса Победоносного, которое находилось в Тибуре.